# Miele (Fluss)
Die Miele ist ein Fluss im Kreis Dithmarschen in Schleswig-Holstein.

## Name
Erstmals urkundlich genannt wurde der Fluss im Jahr 1539 („vpp der Myle“). Der Name leitet sich möglicherweise von germanisch *mel- 'zerreiben, mahlen' ab und würde Bezug nehmen auf Beschaffenheit des Flussbetts oder dass der Fluss Sand mit sich führt.

## Beschreibung
Dem Fließgewässertyp nach, ist die Miele ein Marschengewässer. Sie hat zwei Quellarme, die Nordermiele und die Südermiele. Diese vereinen sich in Meldorf und fließen durch den Speicherkoog Dithmarschen in die Meldorfer Bucht der Nordsee. Vor dem alten Meldorfer Hafen fließt noch die Süderau hinzu, welche die südlichen Gebiete entwässert. Die Miele sammelt ihr Wasser an der westlichen Heide-Itzehoer Geestinsel. Die Nordermiele entsteht am Zusammenfluss der beiden Flüsse Landgraben und Dehringstrom im Naturschutzgebiet Ehemaliger Fieler See. Die Südermiele speist sich über den Moorgraben aus dem Südermoor bei Tensbüttel-Röst sowie der Dellbrückau. Die Miele gehört zur Flussgebietseinheit Eider.
Laut dem wasserwirtschaftlichen Gewässerverzeichnis behält die Nordermiele ihren Namen bis zur Mündung in die Miele/Süderau bei. Die Miele/Süderau behält ihren Namen bis zum Ortsteil Meldorfer Hafen. Danach ändert sie ihren Namen in Meldorfer Hafenstrom und behält ihn bis zur Mündung in die Nordsee bei. Das Bearbeitungsgebiet Miele hat eine Fläche von 519,8 Quadratkilometer. Die maximale Länge von der Quelle als Dehringstrom bis zur Mündung als Meldorfer Hafenstrom in die Nordsee beträgt 26 Kilometer.
Die Unterlauf der Süderau/Schafau ab der Unterquerung der Bahnlinie Hamburg-Altona–Westerland, die daran abschließende Miele/Süderau  bis 580 Meter hinter die Deichlinie in den Neuen Meldorfer Sommerkoog, die Nordermiele von der Mündung in die Miele/Süderau nach Norden bis zur Unterquerung der Bahnlinie Hamburg-Altona–Westerland und die Südermiele von deren Mündung in die Nordermiele bis hinauf zur Unterquerung der Bahnlinie Hamburg-Altona–Westerland gehören gemäß europäischer Wasserrahmenrichtlinie (WRRL) zum Wasserkörper „Miele / Südermiele / Süderau“ mit der Kennung DERW_DESH_MI_06_B. Er wird als  Gewässertyp „Gewässer der Marschen (LAWA-Typcode: 22.1)“ eingestuft und gilt nach § 28 Wasserhaushaltsgesetz (WHG) als „erheblich verändert“. Ihr ökologisches Potenzial wird als „mäßig“ und ihr chemischer Zustand als „nicht gut“ eingestuft. Letzterer wird damit begründet, dass die Grenzwerte der Umweltqualitätsnormen (UQN) bezüglich Bromierter Diphenylether (BDE), Quecksilber, Quecksilberverbindungen und dem Herbizid Dichlorprop überschritten werden. Bis zum Jahre 2028 muss gemäß WRRL ein guter ökologischer und chemischer Zustand erreicht werden.

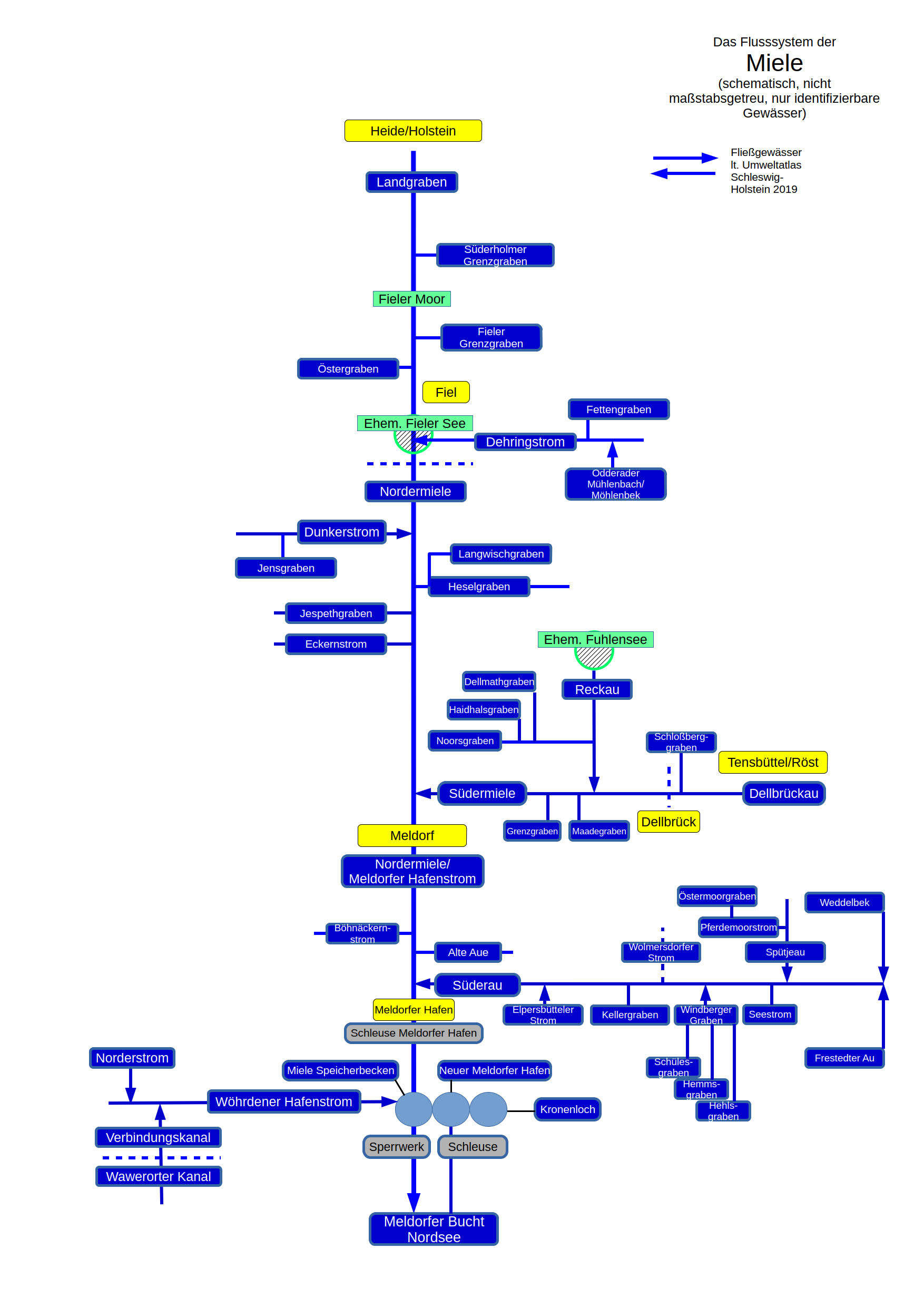
Das Flusssystem der Miele (schematisch)
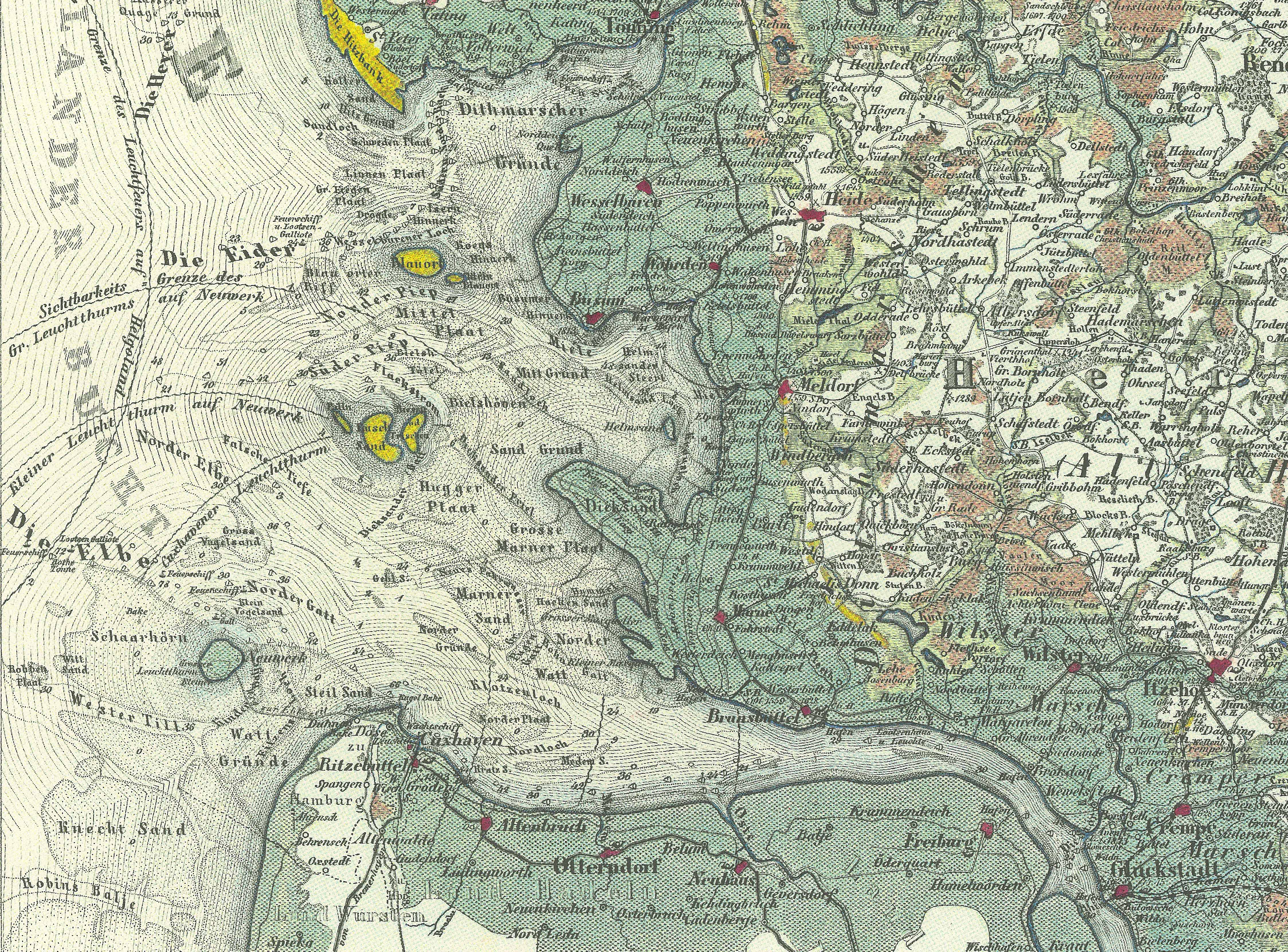
Auf Geerz' Karte von 1858 setzt sich die Miele als Priel im Wattenmeer fort (heute Piep)
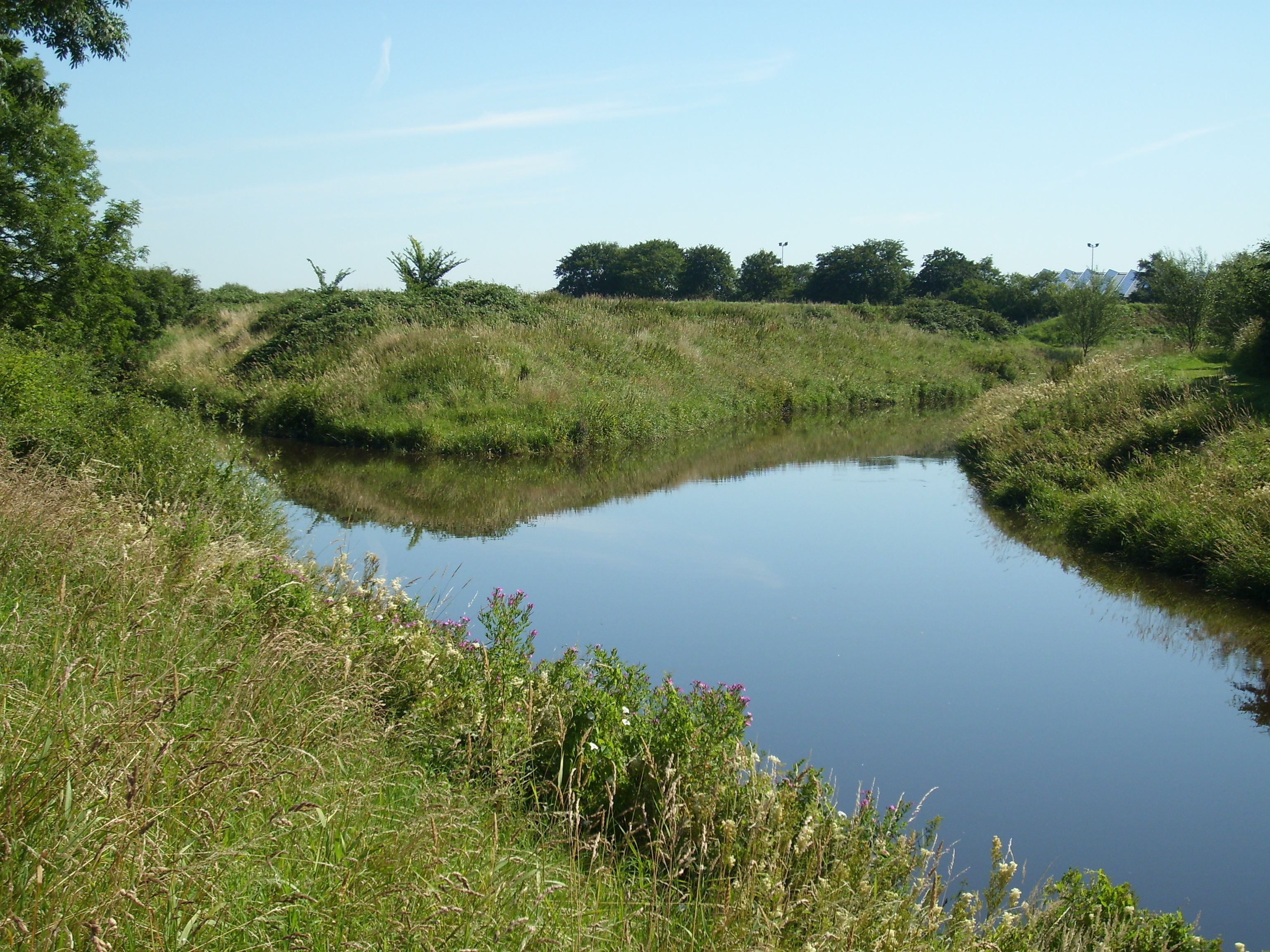
Zusammenfluss von Norder- und Südermiele